# Alexander Dalgarno
Alexander Dalgarno, angleški fizik in astrofizik, * 5. januar 1928, London, Anglija, Združeno kraljestvo, † 9. april 2015.
Glavno področje njegovega znanstvenega udejstvovanja so bili molekularni procesi v atmosferah nebesnih teles.
1. ↑  Normativna kontrola Kongresne knjižnice — Library of Congress.